# إيفيت فيكرز
إيفيت فيكرز (بالإنجليزية: Yvette Vickers)‏ هي مغنية وعارضة وممثلة أمريكية، ولدت في 26 أغسطس 1928 بكانساس سيتي في الولايات المتحدة، وتوفيت في 27 أبريل 2011 في الولايات المتحدة بسبب تصلب شرياني. من الجوائز التي نالتها بلاي بوي بلاي ميت سنة 1959.

## أعمال

### أفلام
- (1950) سانسيت بوليفارد
- (1963) هاد

## جوائز
- بلاي بوي بلاي ميت (1959)

## وصلات خارجية
- إيفيت فيكرز على موقع IMDb (الإنجليزية)
- إيفيت فيكرز على موقع ألو سيني (الفرنسية)
- إيفيت فيكرز على موقع أول موفي (الإنجليزية)
- إيفيت فيكرز على موقع قاعدة بيانات برودواي على الإنترنت (الإنجليزية)
- إيفيت فيكرز على موقع قاعدة بيانات الأفلام السويدية (السويدية)
- إيفيت فيكرز على موقع إن إن دي بي (الإنجليزية)
- إيفيت فيكرز على موقع قاعدة بيانات الفيلم (الإنجليزية)
- إيفيت فيكرز على موقع كينوبويسك (الروسية)